# Стивънсън
Стивънсън (на английски: Stevenson) е град в окръг Скамания, щата Вашингтон, САЩ. Стивънсън е с население от 1200 жители (2000) и обща площ от 4,1 km². Намира се на 63 m надморска височина. ЗИП кодът му е 98648, а телефонният му код е 509.